# Dobrošte
Dobrošte (makedonsky: Доброште, albánsky: Dobroshti) je vesnice v Severní Makedonii. Nachází se v opštině Tearce v Položském regionu.

## Historie
Podle osmanských záznamů se založení obce datuje do roku 1453. V roce 1953 bylo ve vesnici nalezeno 782 benátských, 6 bulharských, 4 chorvatské a 265 srbských mincí, které zde byly ukryty pravděpodobně před rokem 1311. Mince jsou dnes vystaveny v muzeu v Bělehradě. Místní Albánci pocházeli z Debaru a Ljumy.
Vesnice je zmíněna v osmanských sčítacích listinách z let 1467/68 a čítala 160 rodin, 10 neprovdaných a 21 vdov. Vesnice byla čistě křesťanská.
V osmanských daňových rejstřících z let 1616-1627 je uvedeno ke zdanění 89 domácností. Zde už byla uváděna pod názvem Dobrošte.
Podle záznamů Vasila Kančova z roku 1900 žilo ve vesnici 220 Makedonců a 196 Albánců.

#### Legenda o názvu obce
Když probíhala válka v Kosovu, žena z vesnice Neprošteno lhala tureckému vojsku o poloze vojáků. Neprošteno je v překladu "neodpuštěno". Naopak ve vesnici Dobrošte byli obyvatelé otevřenější a polohu armády Turkům prozradili, odsud je název se základem "dobro". Nedaleká Vratnica je pro změnu pojmenována po vojácích, kteří se ve velkém vraceli domů.

## Demografie
Podle sčítání lidu z roku 2021 žije ve vesnici 2 649 obyvatel. Etnické skupiny jsou:
- Albánci – 2 308
- Makedonci – 288
- ostatní – 53

| Rok          | 1900 | 1948 | 1953 | 1961 | 1971 | 1981 | 1994 | 2002 | 2021 |
| ------------ | ---- | ---- | ---- | ---- | ---- | ---- | ---- | ---- | ---- |
| Obyvatelstvo | 416  | 1726 | 1876 | 2068 | 2652 | 3339 | 3263 | 3549 | 2649 |